# Municipio de Franklin (condado de Grundy)
El municipio de Franklin (en inglés: Franklin Township) es un municipio ubicado en el condado de Grundy en el estado estadounidense de Misuri. En el año 2010 tenía una población de 485 habitantes y una densidad poblacional de 5,76 personas por km².

## Geografía
El municipio de Franklin se encuentra ubicado en las coordenadas 40°14′15″N 93°34′49″O / 40.23750, -93.58028. Según la Oficina del Censo de los Estados Unidos, el municipio tiene una superficie total de 84.21 km², de la cual 84,17 km² corresponden a tierra firme y (0,04 %) 0,04 km² es agua.

## Demografía
Según el censo de 2010, había 485 personas residiendo en el municipio de Franklin. La densidad de población era de 5,76 hab./km². De los 485 habitantes, el municipio de Franklin estaba compuesto por el 98,97 % blancos, el 0,41 % eran de otras razas y el 0,62 % eran de una mezcla de razas. Del total de la población el 1,24 % eran hispanos o latinos de cualquier raza.